# Cryptoppia mahunkai
Cryptoppia mahunkai är en kvalsterart som först beskrevs av Wang och Li 1997.  Cryptoppia mahunkai ingår i släktet Cryptoppia och familjen Oppiidae. Inga underarter finns listade i Catalogue of Life.